# Rafael García
José Rafael García Torres (Città del Messico, 14 agosto 1974) è un allenatore di calcio ed ex calciatore messicano, di ruolo centrocampista, tecnico dei Dorados.

## Carriera

### Club
Inizia nei Pumas UNAM, dove gioca dal 1992 al 1998. Nel 1998 si trasferisce al Club Deportivo Toluca, dove gioca 200 partite, diventando uno degli elementi più importanti della squadra. Nel 2004 passa al Cruz Azul, e dal 2007 al 2008 milita nel Veracruz.

### Nazionale
Con la nazionale messicana conta 52 presenze con tre gol segnati, e ha partecipato a campionato del mondo 2002 e come riserva a Germania 2006.